# René Parodi
Pour les articles homonymes, voir Parodi.
Pour les autres membres de la famille, voir famille Parodi.
René Parodi, né le 8 décembre 1904 à Rouen (Seine-Inférieure) et mort le 16 avril 1942 à la prison de Fresnes (Seine), est un résistant français, compagnon de la Libération.
Magistrat, il entre dans la résistance en 1940, publie le journal Résistance, contribue à la fondation du mouvement Libération-Nord et dirige un groupe de résistants. Arrêté en février 1942, il meurt en prison.

## Biographie
Né à Rouen, René Parodi est fils du philosophe Dominique Parodi et frère du résistant et homme politique Alexandre Parodi.
René devient magistrat, et est nommé à Châlons-sur-Marne, puis à Reims et à Versailles où il est substitut.
En 1939, il est engagé volontaire.

### Résistance
Après l'armistice de juin 1940, il reprend son activité de magistrat ; mais fin 1940, il réunit un groupe de résistants, dont le Dr Jean Bernard, pour faire de la propagande écrite ; il édite le journal Résistance.
Il contribue avec Christian Pineau à la création du Comité d’études économiques et syndicales qui devient le mouvement Libération-Nord. À partir de décembre 1941, René Parodi en est membre du comité directeur.
En juin 1941, il est nommé substitut adjoint au tribunal de la Seine où il rencontre Maurice Rolland. Il cumule ce poste avec celui de Versailles et avec ses activités au sein de la Résistance qu'il a rejoint avec Rolland.
René Parodi et le groupe qu'il dirige passent à l'action concrète. Pendant l'été 1941, ils coulent des péniches et réussissent à bloquer le canal de l'Yonne.

### Arrestation et décès
Une première visite de la Gestapo a lieu dans le petit appartement de la rue de Verneuil en octobre 1940. Malgré les conseils de sa femme à quitter la ville, René Parodi est arrêté à son domicile, sur les conseils du collaborateur Maurice Gabolde, le 6 février 1942, et emprisonné à la maison d'arrêt de Fresnes.
En mars 1942, pendant qu'il est en prison, le groupe qu'il dirigeait réussit à éclairer de nuit les usines Renault de Billancourt pour qu'elles soient détruites par un bombardement anglais lors d'un raid aérien spécial.
René Parodi est torturé mais refuse de parler. Il est retrouvé pendu dans sa cellule le 16 avril 1942, « vraisemblablement exécuté »,.
Il est enterré au cimetière du Père-Lachaise à Paris.

## Symbole de la Résistance judiciaire
René Parodi est fait compagnon de la Libération à titre posthume par décret du 20 novembre 1944.
Parodi, magistrat et résistant, devient le symbole et le « martyr » de la Résistance judiciaire. À la Libération, lorsque la magistrature est mise en cause pour son attitude de collaboration et de soutien au régime vichyste, le souvenir de l'engagement et de la mort de René Parodi permettent de légitimer la magistrature entachée.
Il est le père du physicien Olivier Parodi et du magistrat Claude Parodi.

## Hommages

### Distinctions

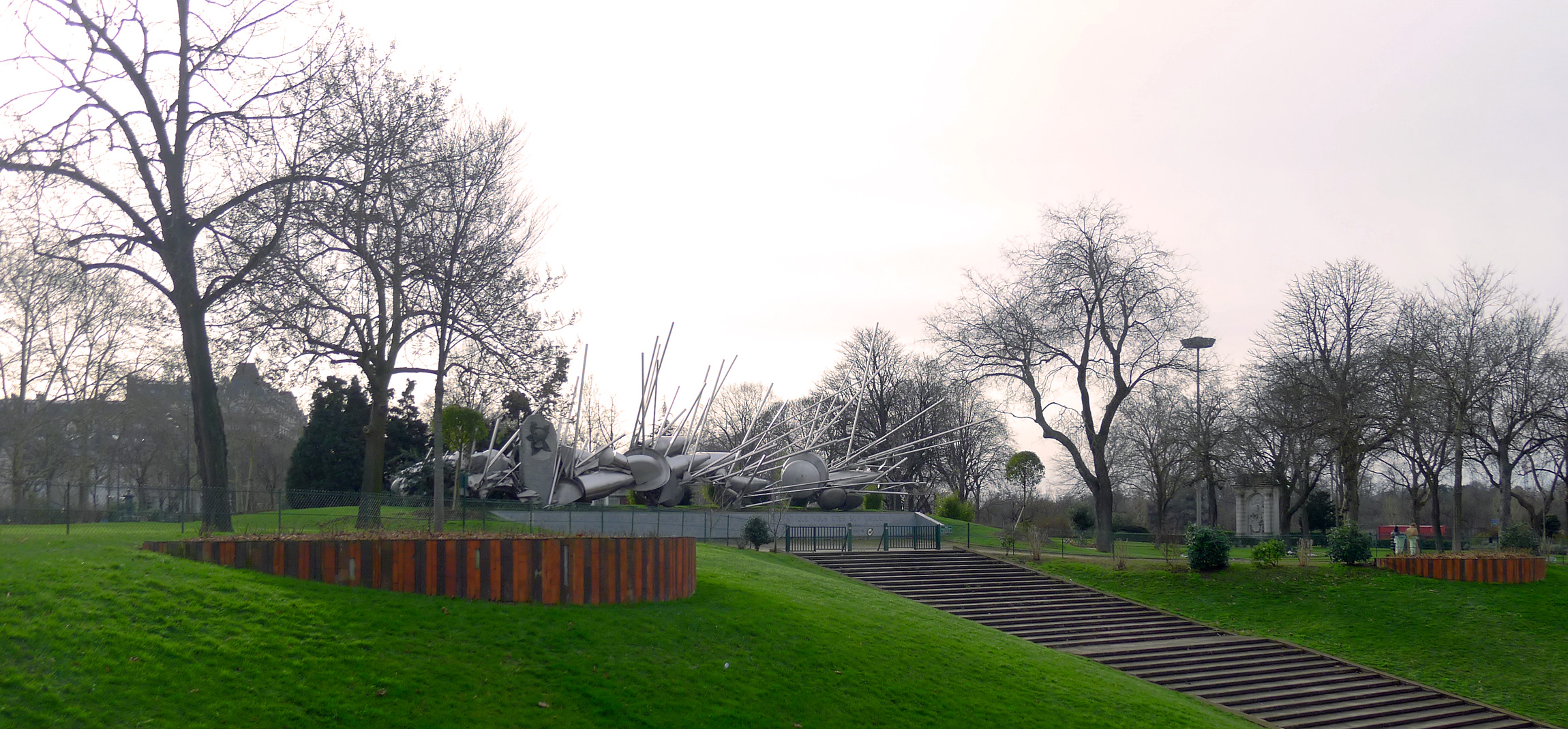
Le square Alexandre-et-René-Parodi, à Paris.

- Chevalier de la Légion d'honneur
- Compagnon de la Libération par décret du 20 novembre 1944[2]

### Autres hommages
Le square Alexandre-et-René-Parodi, situé dans le 16e arrondissement de Paris, associe son nom à celui de son frère Alexandre, lui aussi compagnon de la Libération.
La promotion 2014 des auditeurs de justice de l'École nationale de la magistrature lui rend hommage en se baptisant à son nom : « René Parodi est le symbole de la résistance judiciaire française ».